# Jane Hawkins
Jane Hawkins (1841-1904) fue una retratista británica de Chelsea que expuso en la Royal Academy y con la Society of British Artists.
Las pinturas públicas de Hawkins son en su mayoría de personajes políticos, especialmente las de la familia del conde de Derby. Hawkins produjo algunos retratos copiando los estilos de Francis Grant y James Rannie Swinton.
Muchas de sus pinturas de la familia Smith-Stanley de Derby están en la colección de Hughenden Manor desde 1947.